# Slaka församling
Slaka församling är en församling i Linköpings stift inom Svenska kyrkan. Församlingen ingår i Slaka-Nykils pastorat och ligger i Linköpings kommun i Östergötlands län.
Församlingskyrka är Slaka kyrka.

## Administrativ historik
Församlingen har medeltida ursprung.
Församlingen utgjorde till 1 maj 1922 ett eget pastorat för att därefter vara annexförsamling i pastoratet Skeda och Slaka, vilket 2014 utökades med Ulrika och Nykil-Gammalkils församlingar. År 2020 utbröts Lambohovs församling ur församlingen.

## Kyrkoherdar
Kyrkoherdar i Slaka församling. Prästbostaden ligger vid Slaka kyrka.
| Ämbetstid | Namn                        | Levnadstid | Övrigt                                         |
| --------- | --------------------------- | ---------- | ---------------------------------------------- |
| 1294      | Olauus                      |            | Senare canonici i Linköpings församling.       |
| 1333      | Magnus Eskilsson            |            | Senare ärkediakon i Linköpings församling.     |
| 1336      | Johannes Ragwaldi           |            | Senare canonici i Linköpings församling.       |
| 1348      | Ragnwaldus                  |            | Senare canonici i Linköpings församling.       |
| 1516      | Martinus Henrici            |            | Senare canonici i Linköpings församling.       |
| 1526      | Johannes Gunnari            |            | Senare canonici i Linköpings församling.       |
| 1545–1550 | Gunnar Joannis Trolle       | –1583      | Senare kyrkoherde i Linköpings församling.     |
| 1557      | Nicolaus Laurentii          |            | Senare kyrkoherde i Linköpings församling.     |
| 1571      | Olaus Petri                 |            | Senare domprost i Linköpings församling.       |
| 1592–1595 | Olaus Erici                 | –1595      |                                                |
| 1596–1617 | Andreas Joannis             | –1617      |                                                |
| 1617–1639 | Johannes Andreæ Slakovius   | 1589–1653  | Senare kyrkoherde i Vårdsbergs församling.     |
| 1639–1641 | Petrus Agrivillius          | 1606–1641  | Även lektor i grekiska i Linköping.            |
| 1643–1644 | Daniel Danielis Dalinus     | 1609-1672  | Senare kyrkoherde i Skänninge församling.      |
| 1644–1656 | Nicolaus Langelius          | 1615–1685  | Senare kyrkoherde i Östra Husby församling.    |
| 1657–1658 | Nicolaus Isaaci             | 1617–1658  | Även andre teologie lektor i Linköping.        |
| 1659–1672 | Gustavus Joannis Jansonius  | 1618–1672  | Även förste teologie lektor i Linköping.       |
| 1674–1681 | Ericus Erici Styrenius      | 1622–1701  | Senare kyrkoherde i Säby församling.           |
| 1683–1694 | Ericus Phoenix              | 1636–1695  | Senare kyrkoherde i Risinge församling.        |
| 1694–1701 | Constans Collin             | 1656–1711  | Senare kyrkoherde i S:t Laurentii församling.  |
| 1702–1721 | Andreas Wibjörnson          | 1658–1733  | Senare kyrkoherde i Vreta klosters församling. |
| 1721-1728 | Jacob Walldorff             | 1674-1728  | Även förste teologie lektor i Linköping.       |
| 1730–1738 | Johan Thun                  | 1684–1738  | Även matematik lektor i Linköping.             |
| 1739–1769 | Martin Lidén                | 1700–1769  | Även andre teologie lektor i Linköping.        |
| 1771–1781 | Samuel Älf                  | 1727–1799  | Senare domprost i Linköpings församling.       |
| 1782-1791 | Claes Melander              | 1724-1791  | Även andre teologie lektor i Linköping.        |
| 1791-1799 | Marcus Wallenberg           | 1744-1799  | Även andre teologie lektor i Linköping.        |
| 1800–1804 | Johan Ramstedt              | 1758-1823  | Senare kyrkoherde i Skeda församling.          |
| 1804–1810 | Johannes Danielsson Wallman | 1753–1823  | Senare kyrkoherde i Vallerstads församling.    |
| 1810–1817 | Pehr Arenander              | 1762–1819  | Senare kyrkoherde i Säby församling.           |
| 1817-1819 | Marcus Wallenberg           | 1774-1833  | Senare biskop i Linköpings stift.              |
| 1819-1824 | Sven Lidman                 | 1784-1845  | Senare domprost i Linköpings församling.       |
| 1825–1836 | Lars Laurenius              | 1792–1866  | Senare domprost i Linköpings församling.       |
| 1835      | Daniel Leonard Kinmanson    | 1779–1853  | Senare kyrkoherde i Stora Åby församling.      |
| 1836–1853 | Johan Haqvin Wallman        | 1792–1853  | Även historielektor i Linköping.               |
| 1853–1858 | Johan Fredrik Johansson     | 1810–1871  | Senare kyrkoherde i Vallerstads församling.    |
| 1862      | Frans Napoleon Andersson    | 1823–1888  |                                                |
| 1889–1919 | August Svanberg             | 1844–1919  |                                                |

### Komministrar
Lista över komministrar i församlingen. Prästbostaden Lilla Gålstad låg 300 meter från Slaka kyrka.
| Ämbetstid | Namn                      | Levnadstid | Övrigt                                         |
| --------- | ------------------------- | ---------- | ---------------------------------------------- |
| 1592      | Martinus Petri            |            | Senare kyrkoherde i Näsby församling.          |
| 1605      | Andreas                   |            | Senare komminister i Björkebergs församling.   |
| 1630–1640 | Ericus Torgeri Slachovius |            |                                                |
| 1642      | Benedictus Orosander      |            | Senare kyrkoherde i Hallingebergs församling.  |
| 1656–1691 | Jöns Svan                 | –1691      |                                                |
| 1693–1711 | Nicolaus Petri Lindbeck   | –1711      |                                                |
| 1712–1736 | Andreas Petri Sydelius    | 1667–1738  | Avsade sig tjänsten 1736.                      |
| 1738–1763 | Anders Widén              | 1707–1768  | Senare kyrkoherde i Östra Skrukeby församling. |
| 1763–1774 | Gabriel Schelin           | 1730–1774  |                                                |
| 1775–1794 | Olof Trysén               | 1738–1794  |                                                |
| 1795–1803 | Daniel Kernell            | 1759–1810  | Senare kyrkoherde i Hallingebergs församling.  |
| 1804–1812 | Claes Magnus Cnattingius  | 1757–1820  | Senare kyrkoherde i Ekebyborna församling.     |
| 1812–1820 | Nils Engströmer           | 1767–1838  | Senare kyrkoherde i Ekebyborna församling.     |
| 1821      | Carl Gabriel Erdeman      |            | Senare kyrkoherde i Hults församling.          |
| 1834      | Sven Toll                 |            | Senare kyrkoherde i Gistads församling.        |
| 1843–1861 | Göran Gideon Calén        | 1792–1861  |                                                |
| 1861      | Fredrik Lejman            |            | Senare kyrkoherde i Västra Hargs församling.   |
| 1866      | Carl Ludvig Pihl          |            | Senare kyrkoherde i Vallerstads församling.    |
| 1877      | August Wilhelm Svanberg   |            | Senare kyrkoherde i församlingen.              |
| 1890      | Per Johan Teodor Wernborg |            | Senare komminister i Ödeshögs församling.      |
| 1898–1919 | Johan Axel Setterdahl     | 1856–1919  |                                                |

## Klockare och organister[7]
| Ämbetstid | Namn                  | Levnadstid | Övrigt                 |
| --------- | --------------------- | ---------- | ---------------------- |
| 1694      | Nils Andersson        | –1710      | Klockare.              |
| 1695-1707 | Måns Jönsson          |            | Organist               |
| 1710-1723 | Nils Jonsson          | -1723      | Organist.              |
| 1712-1734 | Olof Månsson          |            | Klockare.              |
| 1730-1786 | Peter Wretbom         | 1707-1786  | Organist och klockare. |
| 1786-1807 | Gustaf Rydgren        | 1756-1807  | Organist och klockare. |
| 1807-1848 | Carl Rydgren          | -1847      | Organist och klockare. |
| 1848-1883 | Johan Fredrik Rydgren | 1825-1907  | Organist och klockare. |
| 1883-1905 | August Boqvist        | 1849-1942  | Organist och klockare. |
| 1908-1930 | Gunnar Wiman          | -1941      | Organist och klockare. |
| 1930-1970 | Alvar Johnsson        | -1982      | Organist och klockare. |